# باشگاه فوتبال روچدیل
باشگاه فوتبال روچدیل (به انگلیسی: Rochdale A.F.C.) یک باشگاه فوتبال در شهر روچدیل، شهرستان منچستر بزرگ کشور انگلستان است که در سال ۱۹۰۷ میلادی تأسیس شده‌است.